# Sinopoda microphthalma
Sinopoda microphthalma är en spindelart som först beskrevs av Fage 1929.  Sinopoda microphthalma ingår i släktet Sinopoda och familjen jättekrabbspindlar. Inga underarter finns listade i Catalogue of Life.